# Liên đoàn bóng đá Madagascar
Liên đoàn bóng đá Madagascar (tiếng Pháp: Fédération Malagasy de Football) là tổ chức quản lý, điều hành các hoạt động bóng đá ở Madagascar. Liên đoàn quản lý đội tuyển bóng đá quốc gia Madagascar, tổ chức các giải bóng đá như vô địch quốc gia và cúp quốc gia. Liên đoàn bóng đá Madagascar gia nhập FIFA năm 1962 và CAF năm 1969.